# ノルウェーの政党別の国会議員数
ノルウェーの政党別の国会議員数（ノルウェーのせいとうべつのこっかいぎいんすう）では、ストーティング（ノルウェーの中央議会）における政党別の議員数（議席数）を示す。

## 一覧

### ノルウェー王国（1905年-）
| 選挙       | 年月日    | 定数 | 第1党     | 第2党     | 第3党     | 第4党             | 首相                         |
| ---------- | --------- | ---- | --------- | --------- | --------- | ----------------- | ---------------------------- |
| 2001年選挙 | 2001年9月 | 169  | 労働党 43 | 保守党 38 | 進歩党 26 | 社会主義左翼党 23 | シェル・マグナ・ブンナヴィク |
| 2005年選挙 | 2005年9月 | 169  | 労働党 64 | 進歩党 41 | 保守党 30 | 社会主義左翼党 15 | イェンス・ ストルテンベルグ  |
| 2009年選挙 | 2009年9月 | 169  | 労働党 64 | 進歩党 41 | 保守党 30 | [ 注釈 1 ]        | イェンス・ ストルテンベルグ  |
| 2013年選挙 | 2013年9月 | 169  | 労働党 50 | 保守党 44 | 進歩党 23 | [ 注釈 2 ]        | エルナ・ソルベルグ           |
| 2017年選挙 | 2017年9月 | 169  | 労働党 49 | 保守党 45 | 進歩党 27 | 中央党 19         | エルナ・ソルベルグ           |